# Route nationale 627
Die Route nationale 627, kurz N 627 oder RN 627, war eine französische Nationalstraße, die von 1933 bis 1973 zwischen einer Straßenkreuzung mit der heutigen Autobahn 64 (ehemalige Nationalstraße 125) nördlich von Carbonne und einer Kreuzung mit der ehemaligen Nationalstraße 117 bei Saint-Girons verlief. Ihre Länge betrug 50 Kilometer.